# 黑海海峡

黑海海峽涵蓋博斯普鲁斯海峡（紅色）、马尔马拉海、及达达尼尔海峡（黃色）

黑海海峡，又名土耳其海峡（土耳其語：Türk Boğazları），是土耳其西北部的兩條國際重要水道。該海峽是連接黑海與地中海間的一系列國際通道，主要由博斯普魯斯海峽與達達尼爾海峽組成，並位於馬爾馬拉海兩端。該海峽與馬爾馬拉海是土耳其領海的一部分，並受其政權管轄。
該海峽位於歐亞大陸西部，傳統上被認為是歐亞大陸的分界線，也是歐洲土耳其和亞洲土耳其的分界線，因其國際商業、政治與軍事的重要性，該海峽在歐洲乃至世界歷史上發揮重要作用。自1936年以來，該海峽一直依據蒙特勒關於海峽制度公約執行。

## 地理
作為海上通道，黑海海峽連接著東地中海、巴爾幹半島、近東和歐亞大陸西部的各個海域。具體而言，該海峽是從黑海到愛琴海，並聯通直布羅陀與蘇伊士運河的必经之路，是重要的國際航線，尤其是透過這個海峽出入的俄羅斯船隻而言。
該海峽由兩個部分組成：
- 博斯普魯斯海峽，又稱伊斯坦堡海峽（希臘語：Βόσπορος，羅馬化：Vosporos），長30公里（19英里），寬700公尺（2300英尺），北邊連接馬爾馬拉海和黑海。

- 達達尼爾海峽，又稱恰納卡萊海峽（希臘語：Δαρδανέλλια，羅馬化：Dardanéllia），長68公里（42英里），寬1.2公里（0.75英里），南邊接馬爾馬拉海和地中海，在恰納卡萊附近。

土耳其的經濟活動之發展會威脅到當地的海洋生態系統，如一些特有種海豚與港灣鼠海豚。

## 海峽問題

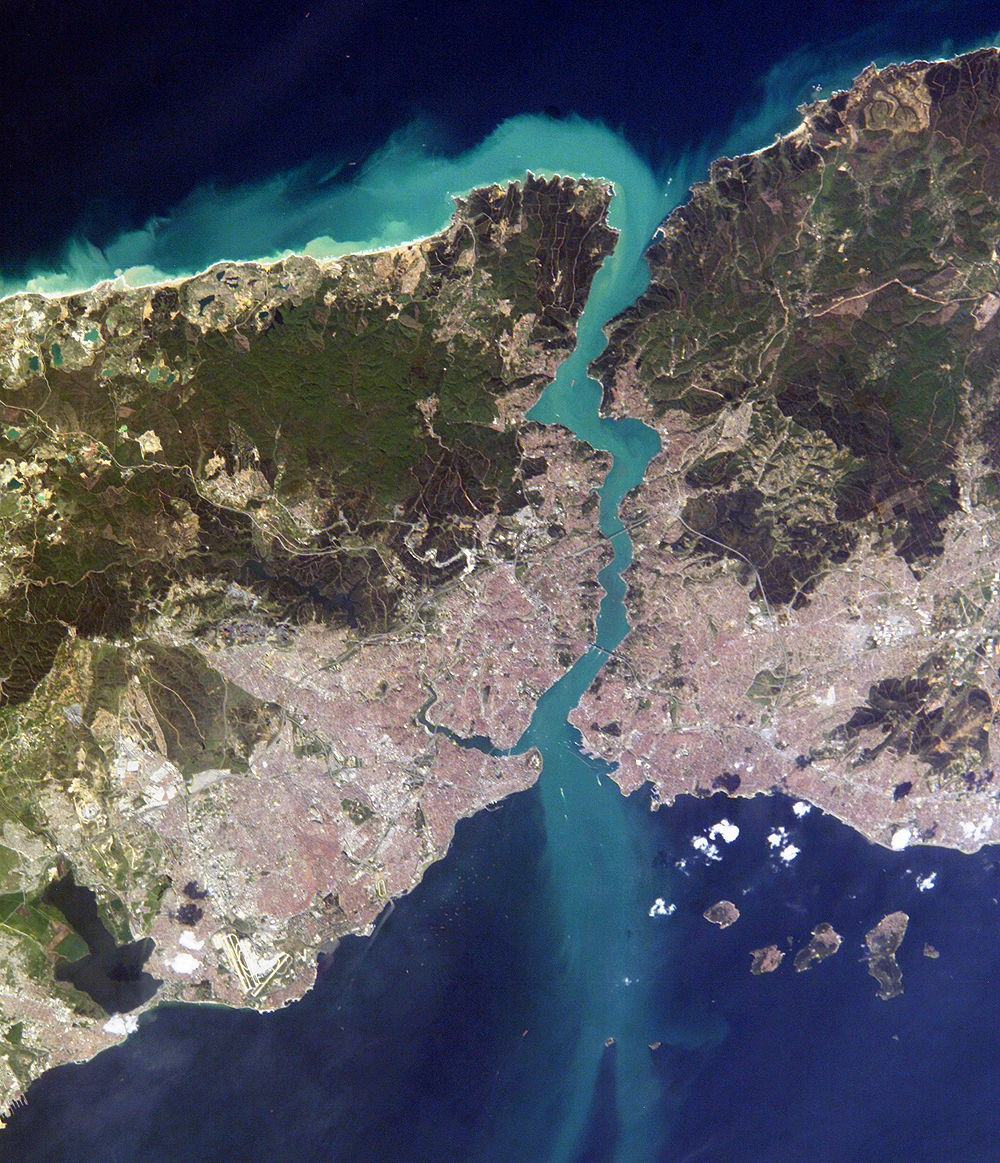
博斯普魯斯海峽

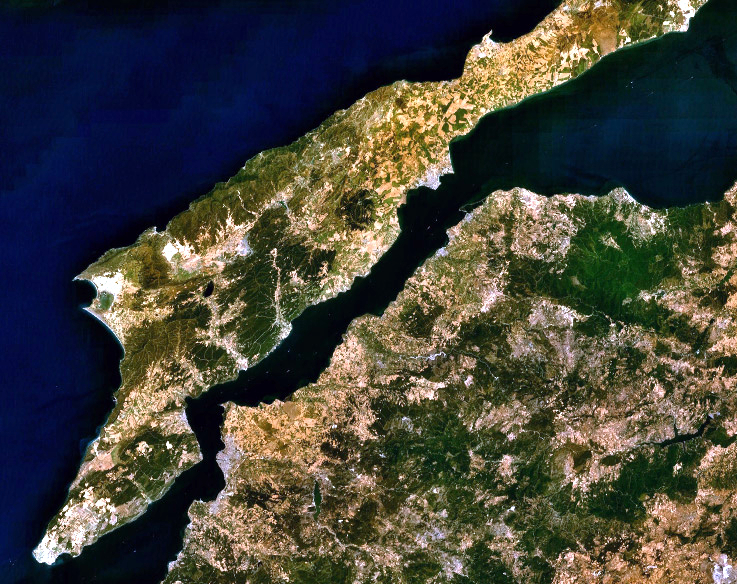
達達尼爾海峽

至少自從青銅時代的軍隊在愛琴海入口附近打特洛伊戰爭以來，這個海峽就具有相當高的戰略意義，亞洲和歐洲之間狹窄的過境點為民族的遷徙和入侵提供了絕佳的路線（例如波斯人、加拉太人與突厥人）。在鄂圖曼帝國衰弱期間，「海峽問題」牽涉了歐洲外交官與鄂圖曼帝國：比如，根據1841年7月23日，歐洲大國們：俄羅斯、英國、普魯士與奧地利締結的《倫敦海峽公約》，鄂圖曼帝國的「古代統治」將允許之在戰時關閉黑海海峽，除了蘇丹盟友的戰艦以外。該條約成為一系列涉及進入博斯普魯斯海峽、馬爾馬拉海和達達尼爾海峽的條約之一。他是為牽制1833年制定的《互助條約》，該條約允許鄂圖曼帝國在全面戰爭的情況下，讓「黑海大國」（即俄羅斯帝國與鄂圖曼帝國）的軍艦可以自由通過該海峽。
該海峽在第一次世界大戰時變得極為重要，因為它成為協約國東西方戰線之間樞紐帶。英法海軍未能控制達達尼爾海峽，但在1915年3月至4月的秘密海峽協定中，三國協約成員國同意──如果第一次世界大戰勝利的話──俄羅斯帝國將可以得到足以控制、俯瞰海峽的鄂圖曼領土。英法聯軍後來發動加里波利戰役，試圖兩棲登陸後隨即控制半島但未能成功；俄國則在聖彼得堡的革命，這個計畫被徹底阻礙。
最新關於這個問題的條約是《蒙特勒關於海峽制度公約》。該公約允許土耳其對出入海峽行使控制權，但和平時期時，須保證民用船隻可以自由通行。

## 參见
- 博斯普鲁斯海峡
- 马尔马拉海
- 达达尼尔海峡
- 黑海海峽海事事件列表（英语：List of maritime incidents in the Turkish Straits）
- 馬摩拉地區

## 外部連結
- Gerolymatos, André. . Ocean Yearbook. 2014, 28: 58–79. doi:10.1163/22116001-02801003.
- Rozakis, Christos L.; Stagos, Petros N. . Martinus Nijhoff Publishers. 1987  [2022-02-14]. ISBN 90-247-3464-9. （原始内容存档于2020-02-04）. |author1=和|last1=只需其一 (帮助)

40°43′21″N 28°13′29″E / 40.7225°N 28.2247°E